# Blutbad von Atocha

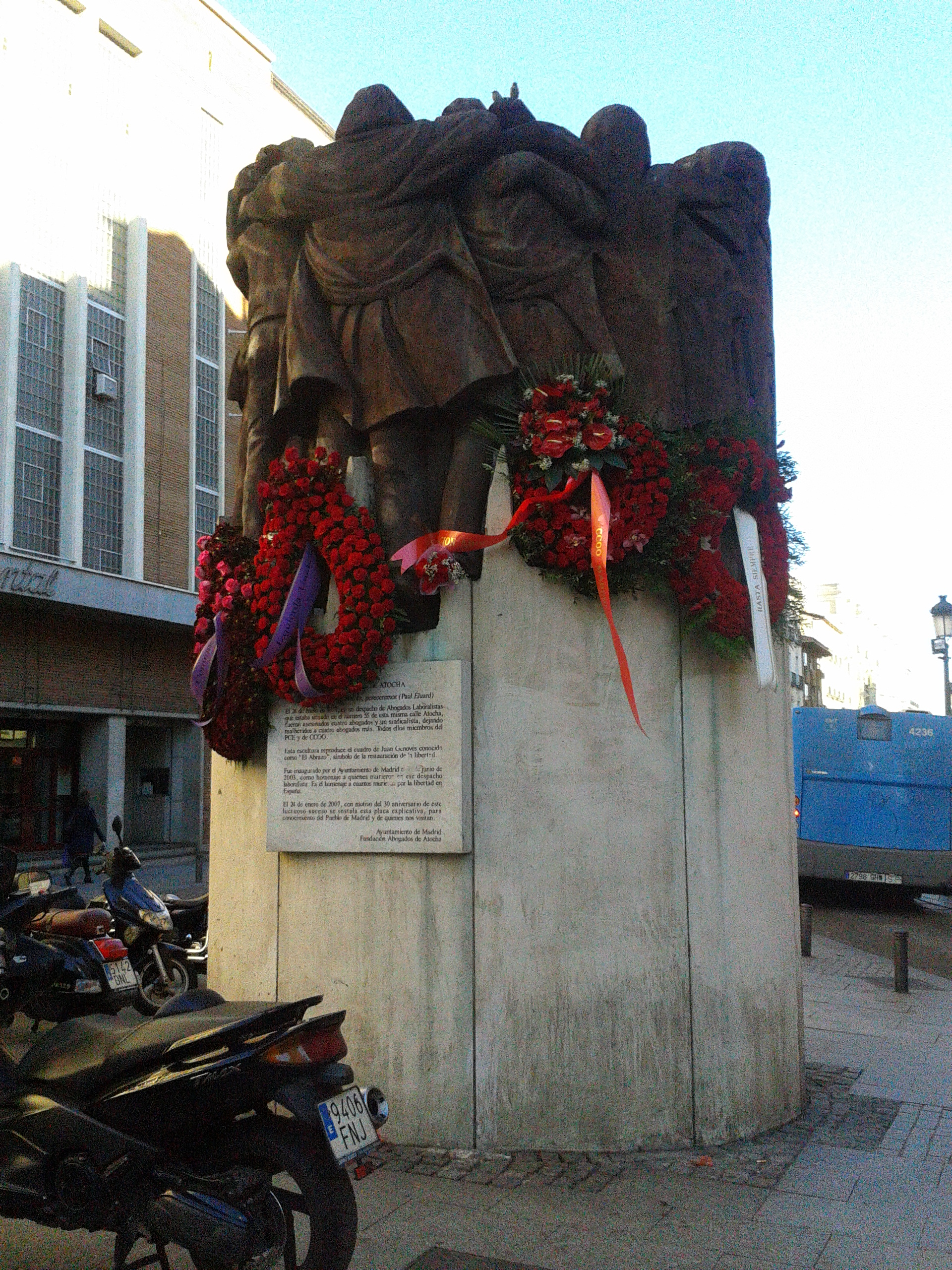
Denkmal für die beim Attentat getöteten Anwälte auf dem Plaza de Antón Martín in Madrid.

Mit Blutbad von Atocha von 1977 (span. Matanza de Atocha) wird ein Attentat am 24. Januar 1977 in Spanien in der Calle de Atocha nahe dem Madrider Bahnhof Atocha bezeichnet.

## Ablauf
Das Kommando der Alianza Apostólica Anticomunista stürmte die Arbeitsräume einer Gruppe von Anwälten, die der Gewerkschaft Comisiones Obreras (CC.OO.) angehörten, und eröffnete auf die dort Anwesenden das Feuer. Fünf Menschen starben, und weitere vier wurden angeschossen.

## Hintergrund
Die Gewerkschaft CC.OO. stand der Kommunistischen Partei Spaniens nahe, die damals, in den Folgejahren des Franquismus, noch immer verboten war. In der spanischen Gesellschaft herrschte zu dieser Zeit eine große Unruhe: Terrororganisationen verschiedener politischer Richtungen hatten eine Vielzahl von Morden durchgeführt (z. B. die GRAPO und die ETA), große Streiks und Demonstrationen fanden statt.

## Täter
Die Täter von Atocha vertrauten darauf, dass die Sicherheitskräfte mit ihnen sympathisierten, aber die Regierung forderte, um die Situation zu beruhigen, eine entschlossene Suche nach den Attentätern. Mehrere Personen wurden verhaftet und zu insgesamt über 450 Jahren Haft verurteilt. Die Angeklagten präsentierten sich beim Prozess mit blauen Hemden (der Uniform der Falange), und viele Prozessbeobachter erschienen aus Ehrbekundung gegenüber den Angeklagten ebenfalls uniformiert zum Gerichtsverfahren.
Laut einem CESIS-Bericht war Carlo Cicuttini – der 1972 gemeinsam mit Vincenzo Vinciguerra einen Bombenanschlag im italienischen Peteano verübt hatte – an der Tat beteiligt. Cicuttini war in Spanien eingebürgert und lebte dort seit 1972, dem Jahr des Peteano-Anschlags.
Die Täter profitierten, wie Fritz Rudolf Fries in „Madrider Galerie“ berichtet, schon 1979 von einer Amnestie.

## Folgen
Am 30. Juni 1977 fanden die ersten spanischen Parlamentswahlen nach der Franco-Diktatur statt. Die Sozialistische und die Kommunistische Partei waren kurz zuvor legalisiert worden und nahmen daran teil.